# Gabriel Knogler
Gabriel Knogler (* 1. Januar 1759 in Pfaffenhofen a.d.Ilm; † 5. März 1838 in Wemding; eigentlich Johann Franziskus Regis) war ein bayerischer Benediktinermönch, Naturforscher und Politiker.

## Leben
Knogler absolvierte 1776 das (heutige) Wilhelmsgymnasium München und begann sofort danach das Noviziat im Benediktinerkloster Scheyern, 1777 legte er dort Profess ab. Im Kloster studierte er Philosophie und Theologie und wurde 1783 zum Priester geweiht. Im selben Jahr schickte ihn sein Kloster zum weiteren Studium an die Universität Ingolstadt, sein Aufenthalt dort war jedoch nur kurz, da er für den Einsatz in den von den Benediktinern übernommenen höheren Lehranstalten benötigt wurde.
Nach verschiedenen Lehrtätigkeiten an Gymnasien und Lyzeen in Freising, Amberg und Neuburg a.d.Donau wechselte Knogler 1794 als Professor für Mathematik an die Universität Ingolstadt. Ab 1798 lehrte er zusätzlich Physik und übernahm die Leitung der Sternwarte der Universität sowie des meteorologischen Observatoriums. Schließlich bekleidete er von 1798 bis 1799 das Amt des Rektors. 1802 veröffentlichte er unter dem Titel Die Meteorologie das erste deutsche meteorologische Lehrbuch.
Ab 1805 wirkte Knogler als Pfarrer in der Pfarrei Schatzhofen, ab 1806 in Ingolstadt und schließlich ab 1809 in Wemding. 1808 ernannte ihn die Bayerische Akademie der Wissenschaften zum korrespondierenden Mitglied (Mathematisch-Physikalische Klasse). Von 1826 bis 1829 war er Abgeordneter in der Zweiten Kammer des Bayerischen Landtags, er wurde zeitweise von Andreas Schellhorn vertreten.

## Werke
- Elemente der angewandten Mathematik, Ingolstadt 1796.
- Die Meteorologie zum Gebrauch bey seinen Vorlesungen entworfen, Landshut 1802.
- Abriß der Geschichte von Wemding, Neuburg 1831.